# راشد باشا مردم بك
راشد باشا مردم بك، (1870-1946) قاضي ووجيه دمشقي كان عضواً في مجلس الشورى السوري في عهد الملك فيصل الأول وهو والد الزوجة الأولى للرئيس خالد العظم، التي توفيت سنة 1918.

## البداية
ولِد راشد مردم بك في دمشق لأُسرة ثرية وعريقة من آل مردم بك، عمل أبناؤها بالتجارة والسّياسة في زمن الحكم العثماني. دَرس القانون في معهد الحقوق باسطنبول وتزوج من ابنة الشيخ محمّد المنيني، مفتي دمشق في نهاية القرن التاسع عشر. انتُخب مردم بك عضواً في مجلس دمشق البلدي وقاضياً في محكمة الاستئناف ثمّ في محكمة الصلح.
في حزيران عام 1913، عُقد المؤتمر العربي الأول في باريس وطالب بتوسيع قاعدة المشاركة السياسية للعرب في مفاصل الدولة العثمانية وبإدارات لا مركزية للولايات العربية. كما طالب بأن تحفظ مكانة اللغة العربية في مجلس النواب العثماني وفي المحاكم العثمانية، وأن يتم إقرارها لغة رسمية في السلطنة. جاء هذا المؤتمر بعد خمس سنوات من وصول جمعية الاتحاد والترقي إلى الحكم في إسطنبول، التي حاولت بداية التجاوب مع مطالب أعضاء المؤتمر، فادخلت عدداً من الشخصيات العربية على مجلس الأعيان، كان من بينهم أمير الحج الشامي عبد الرحمن باشا اليوسف. لم يشارك مردم بك بهذا العهد، ولكنه كان شاهداً على التقلبات السّياسية التي عصفت بسورية وأدت إلى إعدام عدد من الأعيان والنواب في ساحة المرجة سنة 1916، وذلك في منتصف الحرب العالمية الأولى.

## في فترة حكم الملك فيصل الأول
في نهاية أيلول 1918، انسحب الجيش العثماني من دمشق، بعد هزيمته في الحرب العالمية الأولى، وشُكلت أول حكومة عربية في المدينة، تحت راية الشريف حسين بن علي، قائد الثورة العربية الكبرى ضد الدولة العثمانية. بايع السوريون نجل الشريف حسين، الأمير فيصل بن الحسين، حاكماً عربياً عليهم وفي 8 آذار 1920، وتوجوه ملكاً على البلاد. عَمِل راشد مردم بك مع عبد الرحمن باشا اليوسف على تأسيس حزب سياسي عُرف باسم الحزب الوطني السوري، هَدف إلى توحيد البلاد السورية وتأسيس نظام حكم ملكي دستوري. ولكنّ فترة حكم فيصل الأول لم تدم طويلاً، وفي صيف عام 1920 سقط عهده بعد معركة ميسلون وتم استبداله بنظام الانتداب الفرنسي في سورية ولبنان. قبل مغادرته دمشق متجهاً إلى حيفا ومن ثمّ إلى أوروبا، شكل الملك فيصل آخر حكوماته وذهبت رئاسة مجلس الشورى إلى عبد الرحمن باشا اليوسف، الذي عيّن راشد مردم بك عضواً فيه، ممثلاً عن مدينة دمشق. وفي مطلع أيام الحكم الفرنسي، تسلّم راشد مردم بك رئاسة مصلحة الأوقاف في دولة دمشق، التابعة في حينها لمكتب حاكم الدولة حقي العظم، قبل أن تكون وزارة مستقلة.

## في جمعية الخلافة السورية
في آذار 1924، شارك راشد مردم بك في تأسيس جمعية الخلافة السورية، التي ظهرت في دمشق بعد إلغاء منصب الخلافة الإسلامية في إسطنبول. هدفت الجمعية لإيجاد خليفة صالح للأمة الإسلامية لكي لا يبقى المنصب شاغراً بعد تخلي تركيا عنه، وضمت عدداً من الأعيان، مثل مفتي دمشق الشيخ عطا الله الكسم والوزير بديع مؤيد العظم ونقيب الأشراف الشيخ أحمد الحسيبي والأمير محمد سعيد الجزائري.

## الوفاة
في نهاية العشرينيات، اعتزل راشد مردم بك العمل السّياسي وتفرغ للعمل القضائي ولإدارة أملاك أسرته، التي كان هو ناظراً عليها، حتى وفاته في دمشق عن عمر ناهز 76 عاماً سنة 1946. وُوري الثرى في مدافن الأسرة المردمية في مقبرة الباب الصغير بدمشق.